# Acacia xanthophloea
Acacia xanthophloea är en ärtväxtart som beskrevs av George Bentham. Acacia xanthophloea ingår i släktet akacior, och familjen ärtväxter. Inga underarter finns listade i Catalogue of Life.

## Bildgalleri

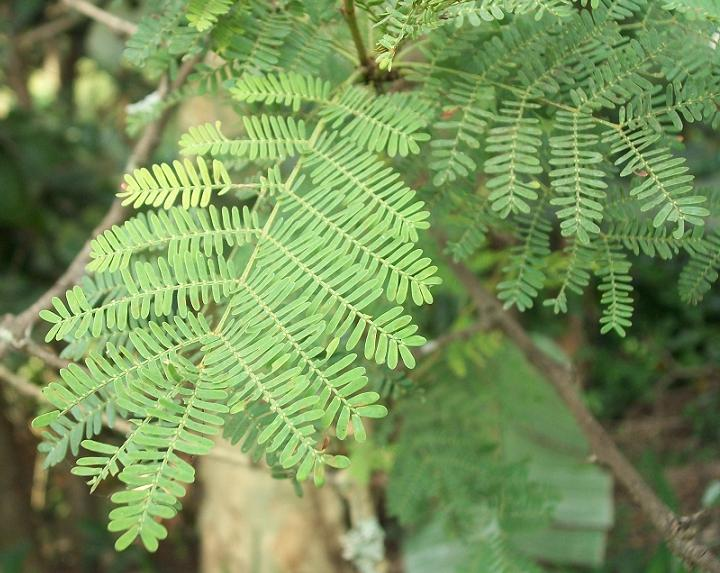
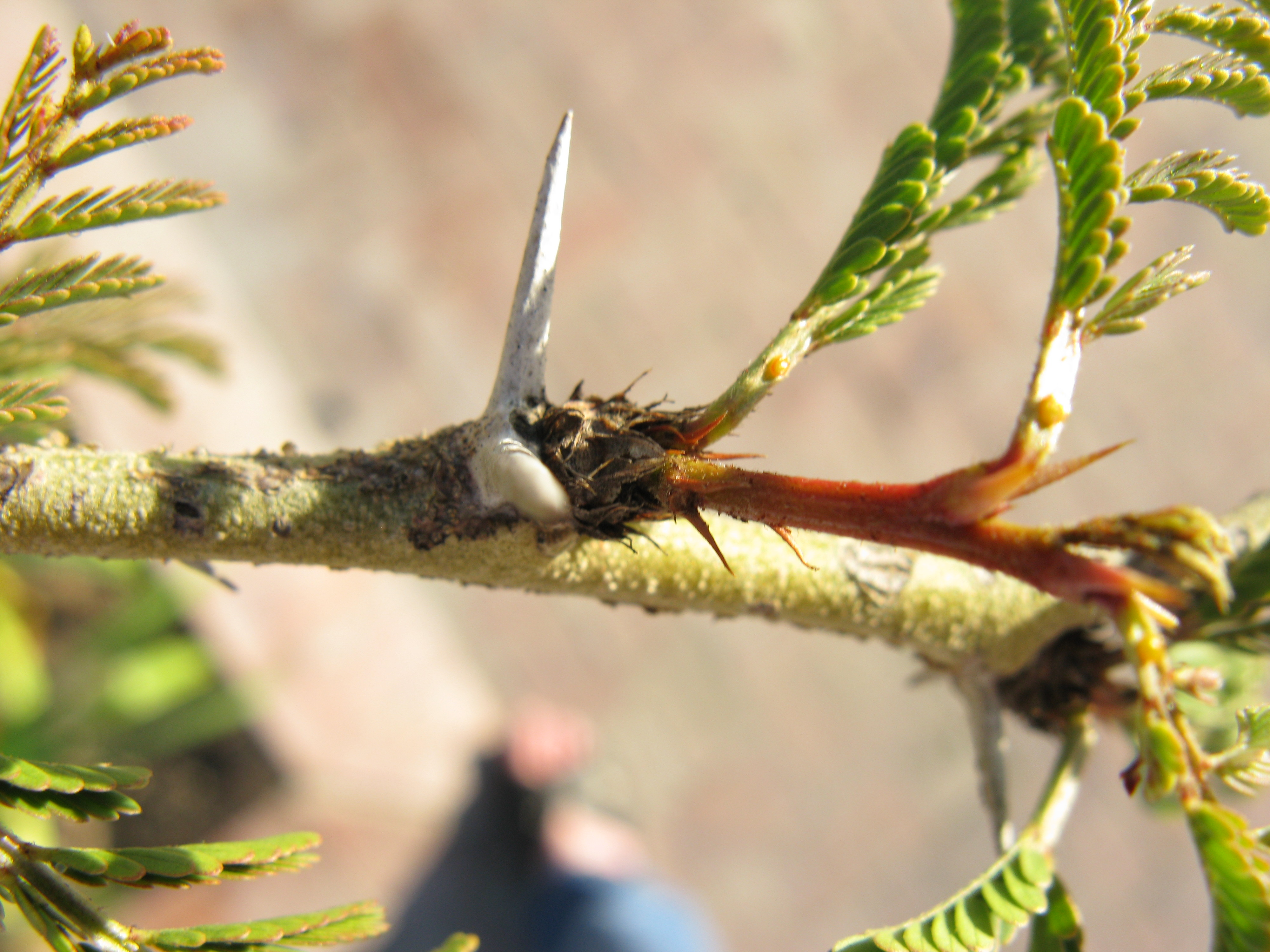
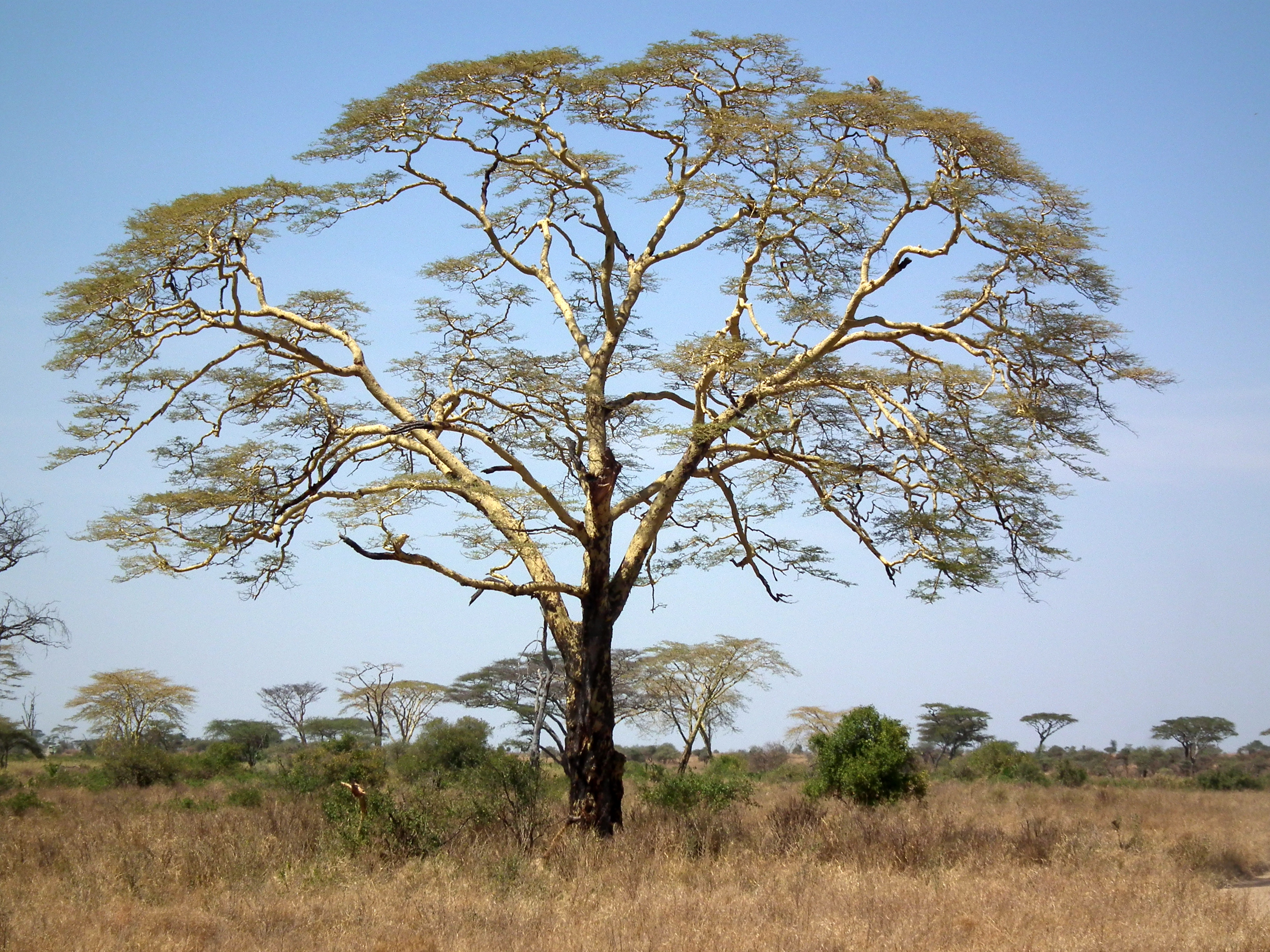
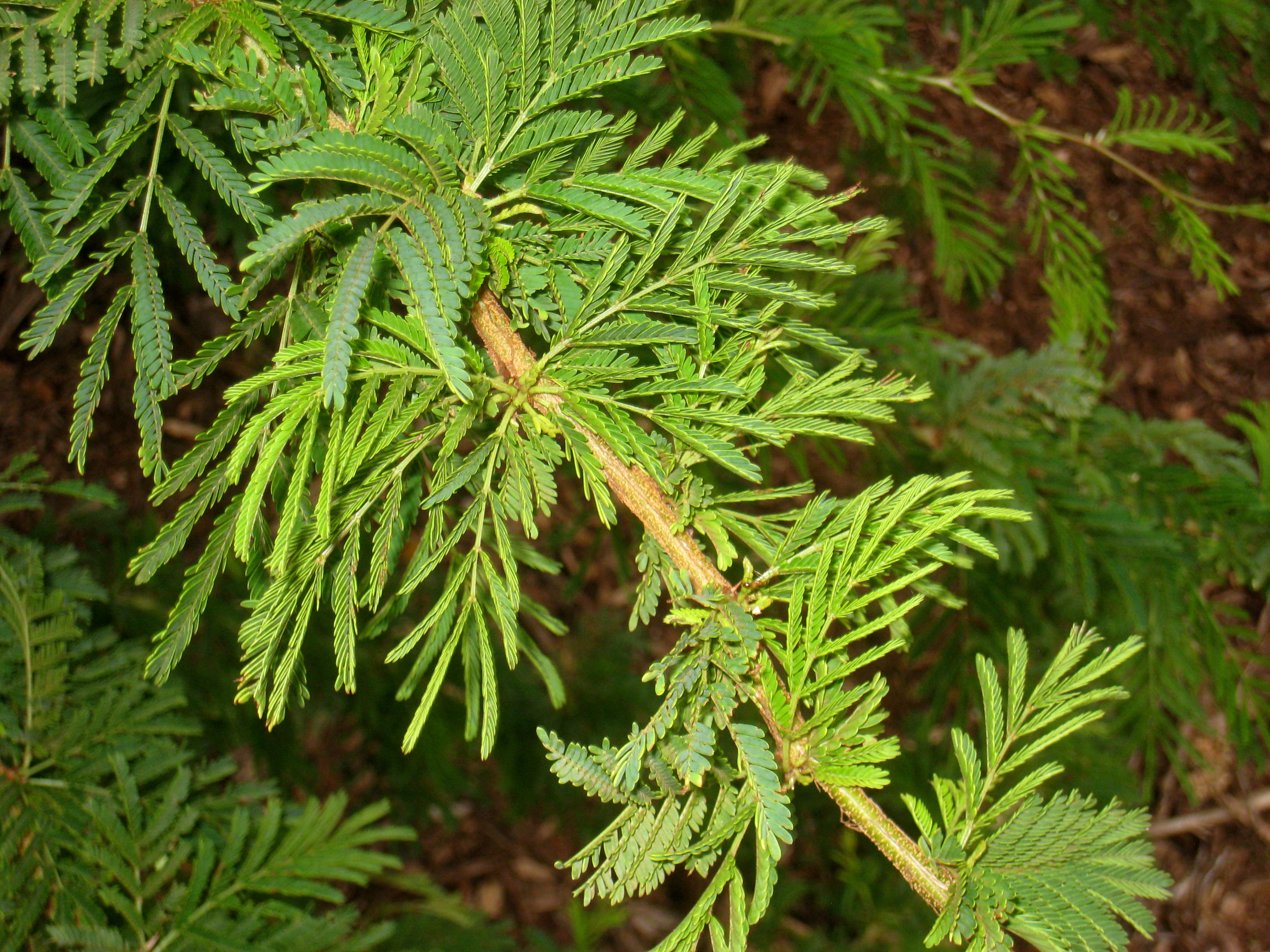
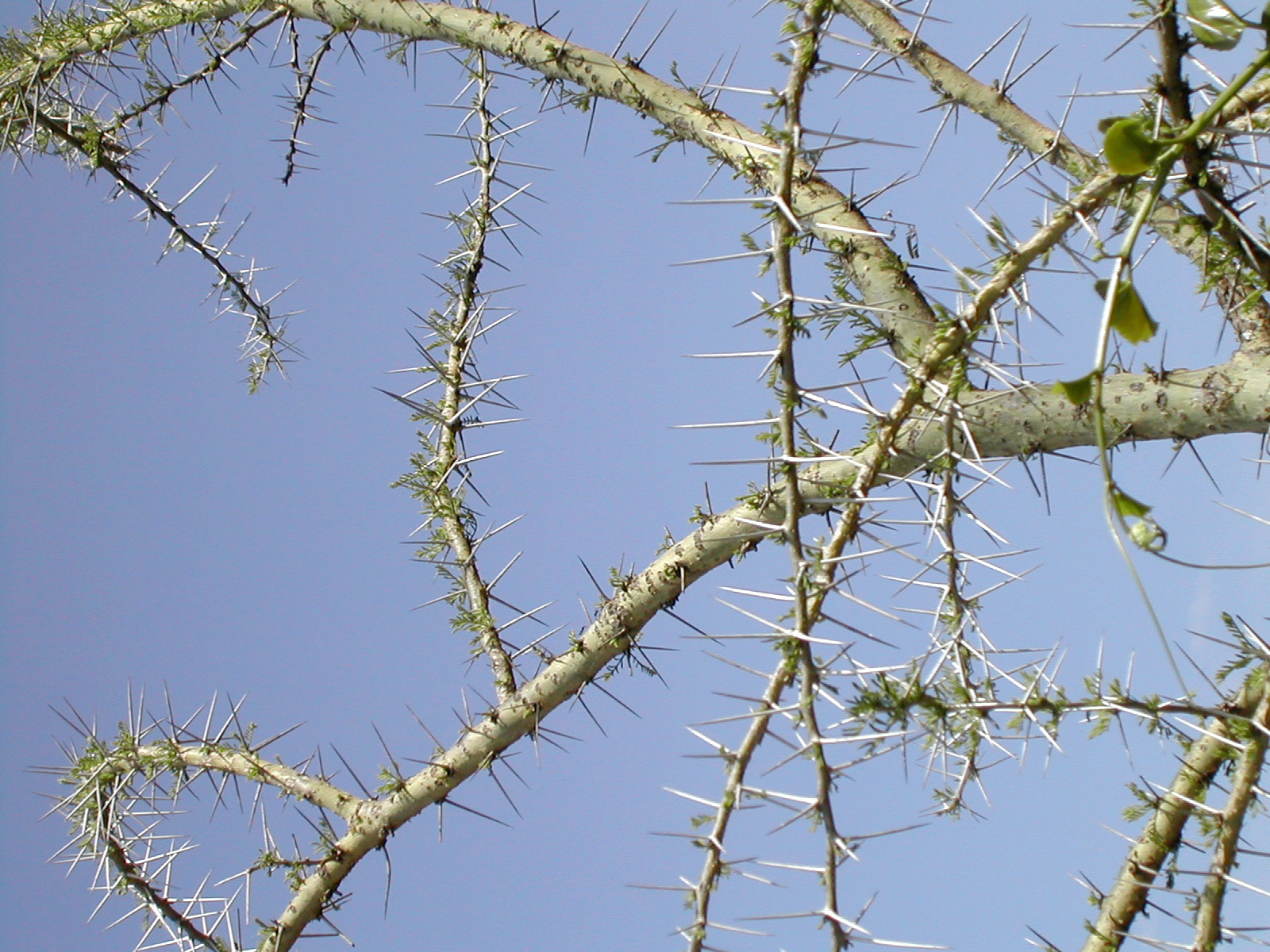
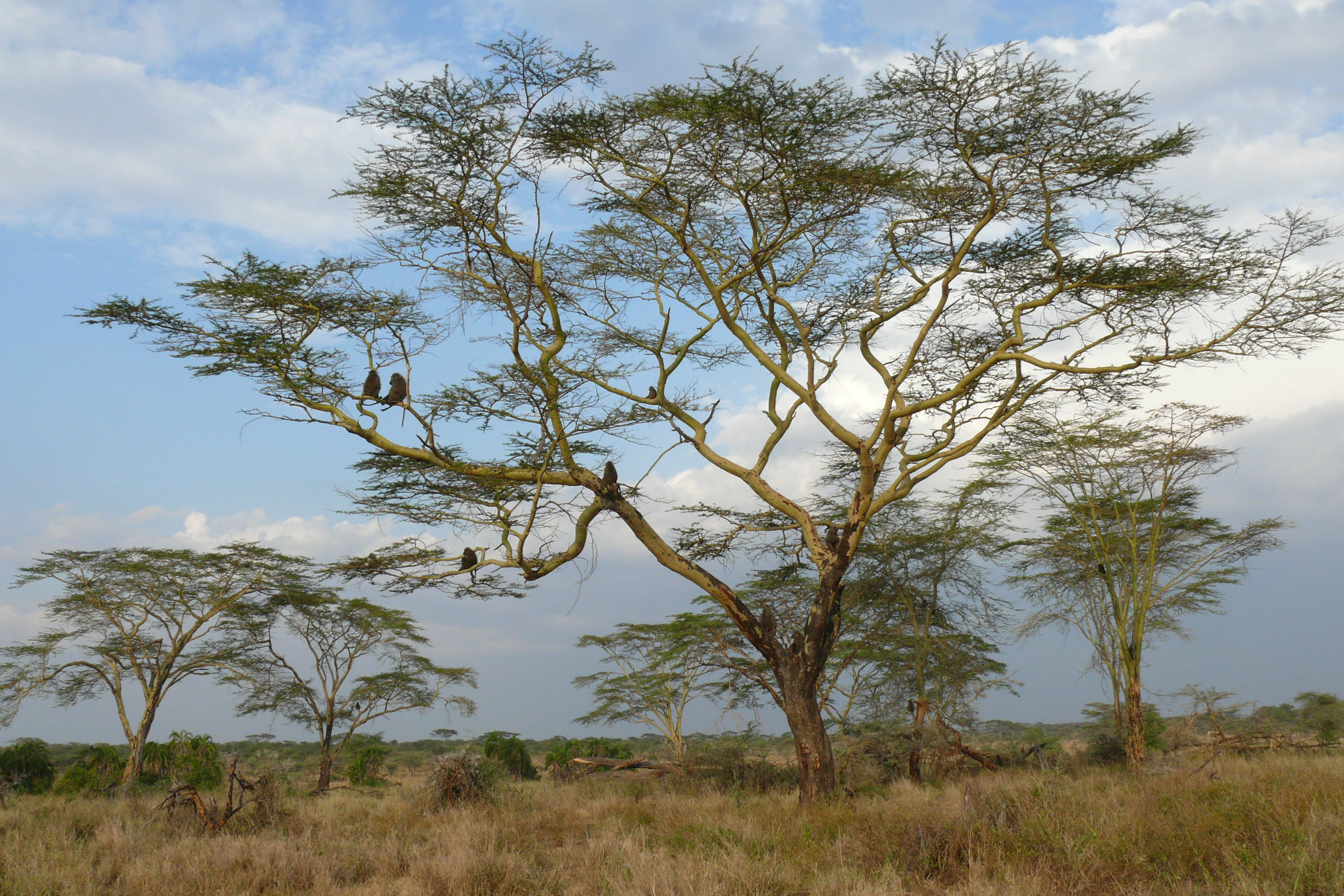